# Moving Hearts

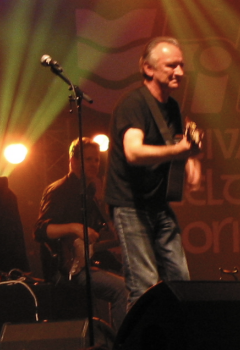
Moving Hearts in 2008

Moving Hearts was een Ierse folk-rockband, opgericht in 1981 door zeven bekend geworden Ierse  muzikanten. Zij combineerden Ierse traditionele muziek met rock-'n-roll, terwijl ook wel jazzelementen aan hun spel werden toegevoegd. 
Zij speelden in 1983 twee nummers op Van Morrisons album A Sense of Wonder.

## Leden
De leden van de band waren:
- Christy Moore - gitaar en zang
- Dónal Lunny - diverse instrumenten
- Declan Sinnott - gitarist
- Keith Donald - jazzy saxofonist
- Eoghan O'Neill - bas speler
- Davy Spillane - uilleann pipes
- Brian Calnan- drummer

Deze bezetting duurde twee jaar voor Calnan en Moore de band verlieten. Ze werden vervangen door Mick Hanly en Matt Kellighan; Hanly werd later weer vervangen door Flo McSweeney.
De band kwam terug in 2007, met concerten in Dublin en op het Hebridean Celtic Festival in Stornaway. De band bestaat nu uit Dónal Lunny, Davy Spillane, Eoghan O'Neill, Keith Donald, Matt Kellaghan, Noel Eccles, Anto Drennan, Kevin Glackin en Graham Henderson.

## Discografie
- 1981 - Moving Hearts
- 1982 - The Dark End of the Street
- 1983 - Live Hearts
- 1985 - The Storm